# Har Karmi
Har Karmi (hebreiska: הר כרמי) är ett berg i Israel.   Det ligger i distriktet Norra distriktet, i den norra delen av landet. Toppen på Har Karmi är 287 meter över havet.
Terrängen runt Har Karmi är kuperad.Runt Har Karmi är det ganska tätbefolkat, med 90 invånare per kvadratkilometer. Närmaste större samhälle är Karmi'el, 3,8 km öster om Har Karmi. Omgivningarna runt Har Karmi är i huvudsak ett öppet busklandskap.